# Museu de Portimão
O Museu de Portimão localiza-se na freguesia de Portimão, no município homónimo, em Portugal. Está instalado na antiga fábrica de conservas Feu, e abriu ao público em 17 de Maio de 2008.

## Descrição
O museu está situado nas margens do Rio Arade, nas antigas instalações de uma fábrica conserveira. O complexo fabril concentrava vários espaços distintos, correspondentes às diferentes fases e funções ligadas à produção de peixe enlatado. Por exemplo, o cheio era uma sala onde era operado o peixe, enquanto que o chamado vazio era uma unidade de fabrico de latas situada num volume próprio, já demolido, no lado oposto da Rua D. Carlos I, e que estava ligado à fábrica através de carris. Também possuía um estaleiro naval próprio, que estava situado na área meridional do edifício.

O acesso ao museu faz-se através da antiga área de descarregamento de peixe, que era depois levado para a sala de descabeço, que era considerada o ponto central da fábrica, e onde se encontravam os sistemas mecânicos para lavagem e de transporte, e os tanques de salmoura. No museu faz-se uma reconstrução do funcionamento diário daquela unidade, com manequins à escala real dos trabalhadores. Na nave central da antiga fábrica pode-se ver uma máquina que fazia a impressão em chapas metálicas.

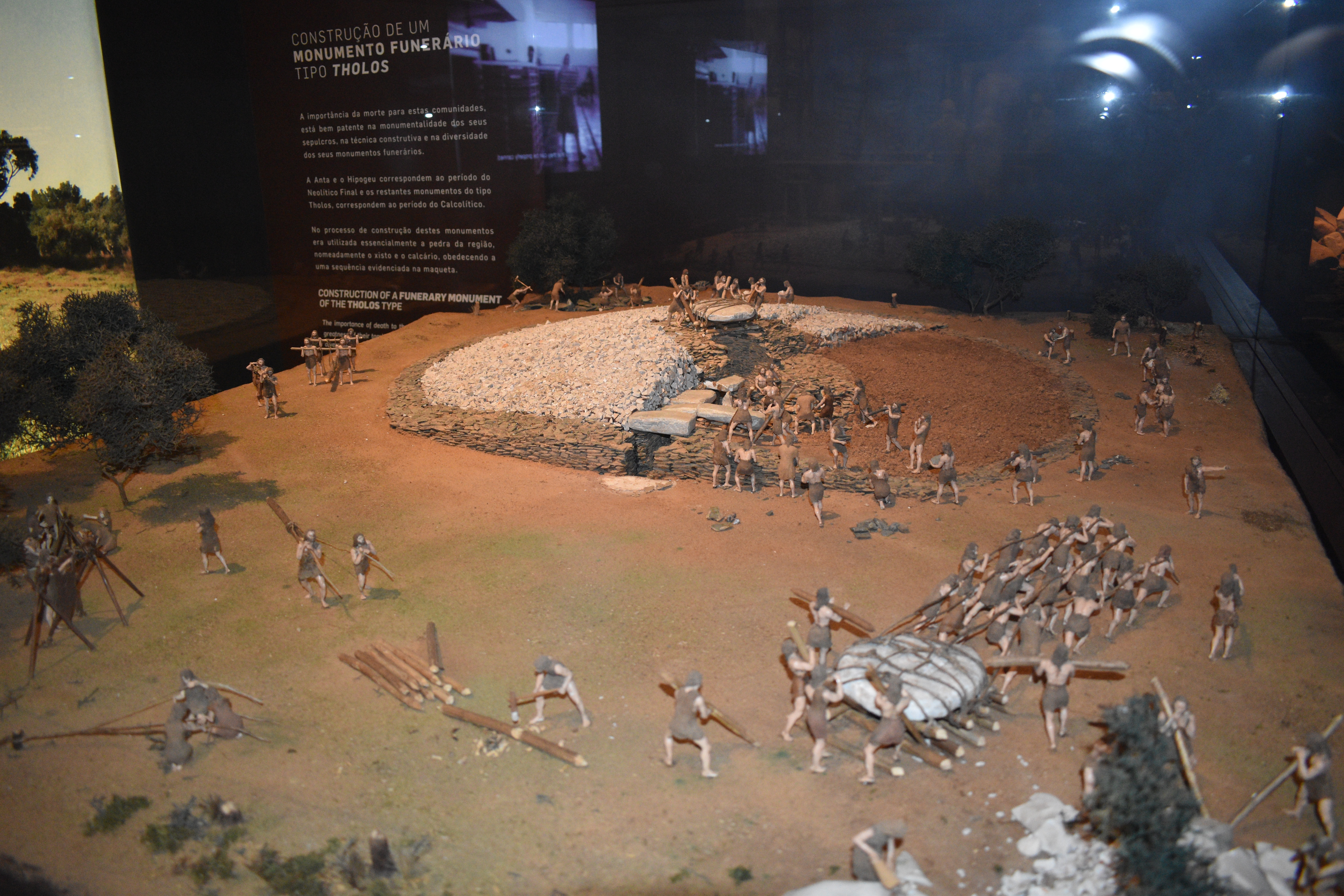
Modelo da construção dos Monumentos Megalíticos de Alcalar, no interior do museu.

O espólio do Museu é constituído por património industrial e etnográfico, designadamente o de indústria conserveira, construção naval, pesca, estiva, litografia, fundição, latoaria, fumeiros, transportes, entre outros. Quanto aos testemunhos arqueológicos do Município, este agrega materiais provenientes de várias estações arqueológicas terrestres e subaquáticas. Também tem um núcleo expositivo de Manuel Teixeira Gomes. 
Para além da sala que acolhe a exposição de referência Portimão - Território e Identidade, o museu possui ainda outros espaços públicos, como duas salas para exposições temporárias, um auditório para 171 pessoas, uma sala de formação/reunião com 54 m2, a sala Jaime Palhinha, onde se desenvolvem as actividades ligadas ao serviço da educativo, e o Centro de Documentação e Arquivo Histórico.  Possui igualmente uma divisão de arqueologia, que inclui algumas das peças descobertas no sítio arqueológico de Alcalar.

### Embarcações históricas
O acervo do Museu de Portimão conta com pelo menos duas embarcações históricas: a  Moira, construída em 1936, que serviu na pesca costeira e como apoio a traineiras, e a Portugal Primeiro de 1911. Esta última é considerada como um importante testemunho do património marítimo de Portimão e das várias funções económicas que estiveram ligadas à pesca, como a construção naval e a indústria conserveira. tendo sido atracada em Julho de 2023 no Cais Gil Eanes, na frente ribeirinha de Portimão, no sentido de proceder à sua musealização.

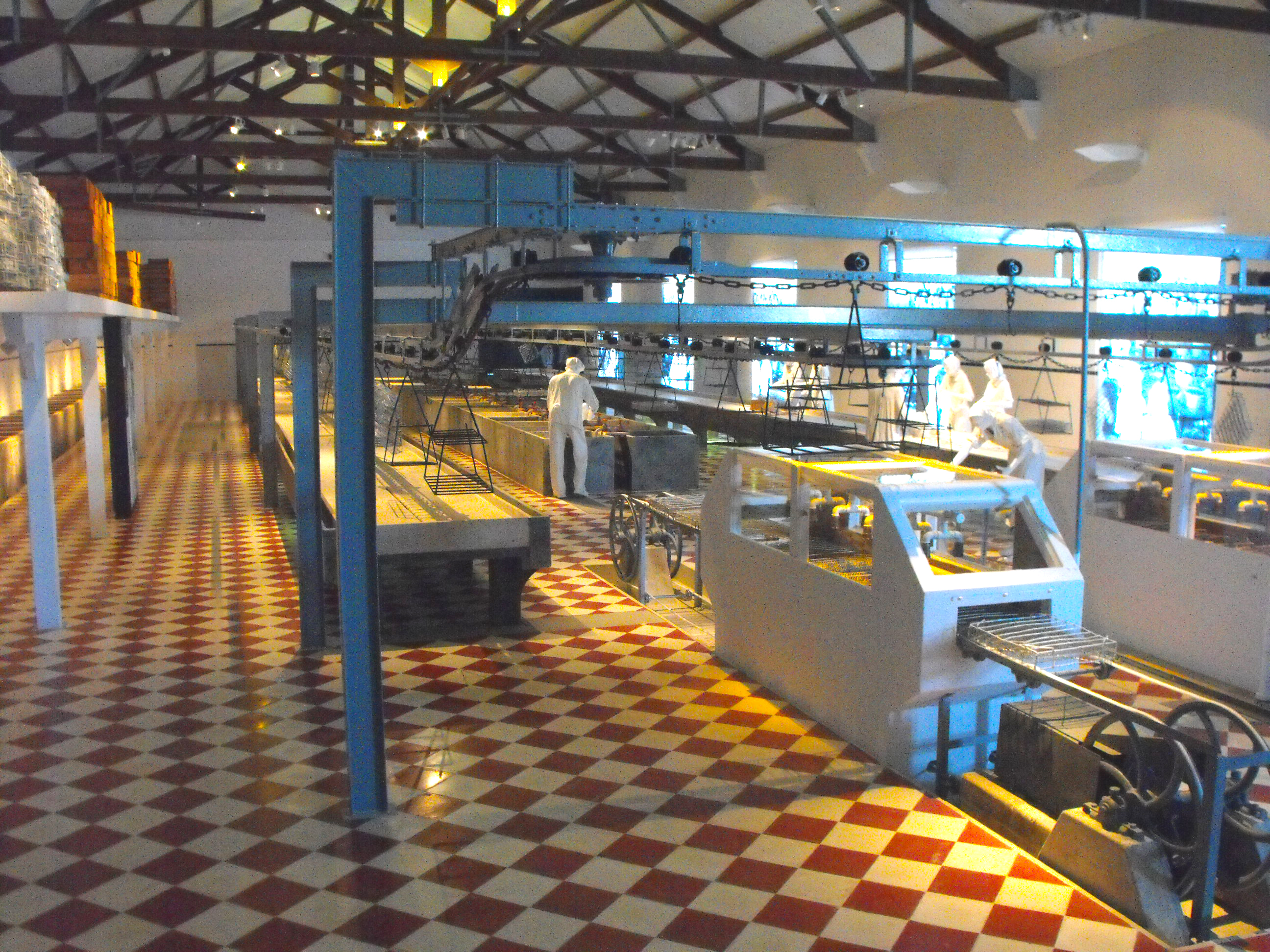
Reconstituição de uma das salas da antiga fábrica de conservas, no interior do museu.

## História
Em 1889 foi formada a companhia Feu Hermanos, para a produção e comercialização de conservas de peixe. A fábrica em si foi inaugurada em 1902, tendo-se afirmado como uma das maiores unidades industriais em Portimão, sendo um símbolo de um período em que a indústria conserveira era a principal função económica na cidade. O principal responsável pelo grande desenvolvimento da fábrica foi Cayetano Feu Marchena, que fez da unidade de Portimão o principal símbolo da empresa. Deixou de funcionar na década de 1980, e em 1996 foi adquirida pela Câmara Municipal ao empresário António Feu, tendo no ano seguinte é formada sido Divisão de Museus, Património e Arquivo Histórico. Em 1999 foi concebido um programa museológico para a transformação da antiga unidade industrial, tendo nesse ano sido igualmente aberto o concurso para o projecto de arquitectura.
Em 27 de Agosto de 2004 foi organizada a cerimónia de consignação e lançamento da obra de empreitada para a instalação do museu, que foi inaugurado em 17 de Maio de 2008, com a presença do Presidente da Câmara Municipal de Portimão, Manuel da Luz, e do Ministro da Cultura, José António Pinto Ribeiro.

## Prémios e Reconhecimento
Em 2010 recebeu o Museum of the Year Award de 2010, organizado pelo European Museum Forum.
Em Abril de 2011 o Museu de Portimão recebeu o Prémio DASA do Mundo do Trabalho 2011, atribuído na cidade de Dortmund, na Alemanha, e que distingue os melhores museus na área do trabalho. O então director do museu, José Gameiro, afirmou que era «importantíssimo este reconhecimento do museu, numa visão ligada mais a uma perspetiva histórica. O Museu de Portimão já é um dos mais premiados em Portugal». 
O Despacho n.º 2579/2013, de 18 de Fevereiro, autorizou a incorporação definitiva da moeda romana Áureos de Faustina, descoberta no Rio Arade em 1970, na colecção do Museu de Portimão.
Em 2021, a exposição Edição Especial COVID-19: Corrida Fotográfica de Portimão, valeu ao museu mais uma distinção da parte da APOM – Associação Portuguesa de Museologia que no anterior já havia dado uma menção honrosa pela Recriação da descarga da sardinha no cais de Portimão. 